# Louis VI. de Rohan
Louis VI. de Rohan (* 3. April 1540 auf Burg Guéméné; † 4. Mai 1611) war ein französischer Adliger; er wurde 1570 zum 1. Prince de Guémené erhoben.

## Leben
Louis VI. de Rohan war der einzige Sohn von Louis V. de Rohan, Seigneur de Guémené, de Montbazon, de Sainte-Maure, Baron de Lanvaux, und Marguerite de Laval, Dame du Perrier. Im Alter von vier bis fünf Jahren verlor er sein Augenlicht durch die Pocken, sodass er sich in seiner Burg Le Verger aufhalten musste, da er am Hof nicht erscheinen konnte.
1557 erbte er den Besitz und die Titel seines Vaters. König Karl IX. (regierte 1560–1574) gab ihm das Kommando über eine 50 Mann starke Ordonnanzkompanie und nahm ihn 1564 in den Ordre de Saint-Michel auf. Im September 1570 ernannt der König ihn zum Prince de Guéméné, die Ernennung wurde 1571 beim Parlement von Rennes registriert. Zudem war er nun Comte de Montbazon, Baron de Marigny, Seigneur de Montauban et de Nouastre. König Heinrich IV. übertrug ihm im August 1596 das Gouvernement von Hennebont und Blavet und am 26. September 1604 das Amt des Großseneschall von Anjou und La Flèche.

## Ehe und Nachkommen
Louis VI. de Rohan heiratete am 22. Juli 1551 in erster Ehe Léonore de Rohan, Dame du Verger, Comtesse de Rochefort (* 10. Januar 1539; † 20. September 1583), Tochter von François de Rohan, Seigneur du Verger et de Gié, und Catherine de Silly, Comtesse de Rochefort, Dame de La Roche-Guyon (der in zweiter Ehe Louis‘ Schwester Renée († 1562) heiratete). Die Kinder aus dieser Ehe sind:
- Renée (* 20. Januar 1558); ⚭ 1578 Jean VI. de Coëtquen, Comte de Combourg († 29. Juli 1602)
- Lucrèce (* 26. März 1560); ⚭ 12. November 1574 Jacques de Tournemine, Marquis de Coetmeur († 1584)
- Isabelle (* 1. Mai 1561), Dame de Condé-sur-Noireau et de Tracy; ⚭ 1593 Nicolas de Pellevé, Comte de Flers († kurz nach 7. März 1616)
- Louis VII. (* 1562; † 1. November 1589), Mai 1588 1. Duc de Montbazon, Pair de France, 2. Prince de Guéméné, Comte de Saint-Maure, Baron de Marigny et de Lanvaux; er war verlobt mit Madeleine de Lenoncourt, die später seinen Bruder Hercule heiratete
- Pierre (* 1567; † 1622), 1589 3. Prince de Guéméné, Comte de Montauban, Baron de Mortier-Croulle, Seigneur du Verger; ⚭ (1) Madeleine de Rieux, Tochter von Guy de Rieux, Seigneur de Châteauneuf, und Madeleine d’Espinay (Haus Rieux); ⚭ (2) Antoinette de Bretagne d’Avaugour († 8. Februar 1681), Tochter von Charles, Comte de Vertus et de Goëllo, sie heiratete 1624 in zweiter Ehe René du Bellay, Marquis de Thouarce († 26. November 1627), und am 9. Oktober 1629 in dritter Ehe Pierre d’Escoubleau, Marquis de Sury, Gouverneur von Melun
- Hercule (* 1568; † 16. Oktober 1654), März 1594 2. Duc de Montbazon, Pair de France, Prince de Guéméné, Comte de Rochefort, Gouverneur von Picardie und Île-de-France; ⚭ (1) 24. Oktober 1594 Madeleine de Lenoncourt, Dame de Coupvray († 28. August 1602), Tochter von Henri III. de Lenoncourt, Baron de Vignory, und Françoise de Laval (Haus Lenoncourt), die Verlobte seines verstorbenen Bruders Louis VII.; ⚭ (2) 5. März 1628 Marie de Bretagne d’Avaugour (* 1610; † 28. April 1657), Tochter von Claude, Comte de Vertus et de Goëllo
- Sylvie (* 16. Oktober 1570; † 17. Oktober 1651); ⚭ (1) 23. Januar 1594 François d’Espinay, Marquis de Broons, Baron du Molley-Bâcon († 1598); ⚭ (2) 1602 Antoine de Sillans, Baron de Creuillly († 1641)
- Marguerite (* 14. März 1574; † vor 1618); ⚭ (1) 1605 Charles Marquis d’Espinay, Comte de Duretal († 29. Januar 1607); ⚭ (2) Léonard Philibert, Vicomte de Pompadour († November 1634)
- Alexandre (* 2. Juli 1578; † 15. März 1638), Marquis de Marigny; ⚭ 1624 Lucette Tarneau, Tochter von Gabriel Tarneau, Witwe von Jean Rhedon
- Charles, Philippe, François und Jacques († klein)
- Léonore

1586 heiratete er in zweiter Ehe Françoise de Laval, Tochter von René II. de Laval, Vicomte de Bresteau, Seigneur du Bois-Dauphin, und Catherine de Baïf (Stammliste der Montmorency), Witwe von Henri III. de Lenoncourt, Seigneur de Coupvray († 1584). Diese Ehe blieb ohne Nachkommen.
Louis VI. de Rohan starb am 4. Mai 1611, Françoise de Laval am 16. Dezember 1614. Beide wurden in er Église des Mathurins des Hôpital du Mont-de-Pitié in Coupvray, das sie 1601 gegründete hatten, bestattet.